# 1

「一」の筆順

1（一、壱、壹、弌、いち、ひと、ひとつ）は、最小の正の整数である。0 を自然数に含めない流儀では、最小の自然数とも言える。整数の通常の順序において、0 の次で 2 の前の整数である。1 はまた、実数を位取り記数法で記述するための数字の一つでもある。
「無」を意味する 0 に対して、1 は有・存在を示す最原初的な記号なので、物事を測る基準単位、つまり数や順序を数える際の初めである。
英語では、基数詞でone（ワン）、序数詞では、1st、first（ファースト） となる。
ラテン語では unus（ウーヌス）で、接頭辞 uni- （ユニ）はこれに由来する。

## 数としての1
0 を除いて最小の自然数であり、自然数のうちで最小の奇数でもある。任意の数 x に 1 を掛けても x のままであるので、1 は乗法に関する単位元と呼ばれる。
{\displaystyle x\times 1=1\times x=x\,.}
この性質より、1 は 1 自身の階乗であり、
{\displaystyle 1!=1} .
自乗であり、より一般の累乗でもある。
{\displaystyle 1^{x}=1\,.}
0 以外の任意の数の0乗は 1 である。
{\displaystyle x^{0}=1\qquad (x\neq 0)\,.}
多くの場合、0の階乗や0の0乗は規約により 1 とされる。
{\displaystyle {\begin{aligned}0^{0}&:=1,\\0!&:=1\,.\end{aligned}}}

## 数字としての1

1 を表す数字の字形の変遷

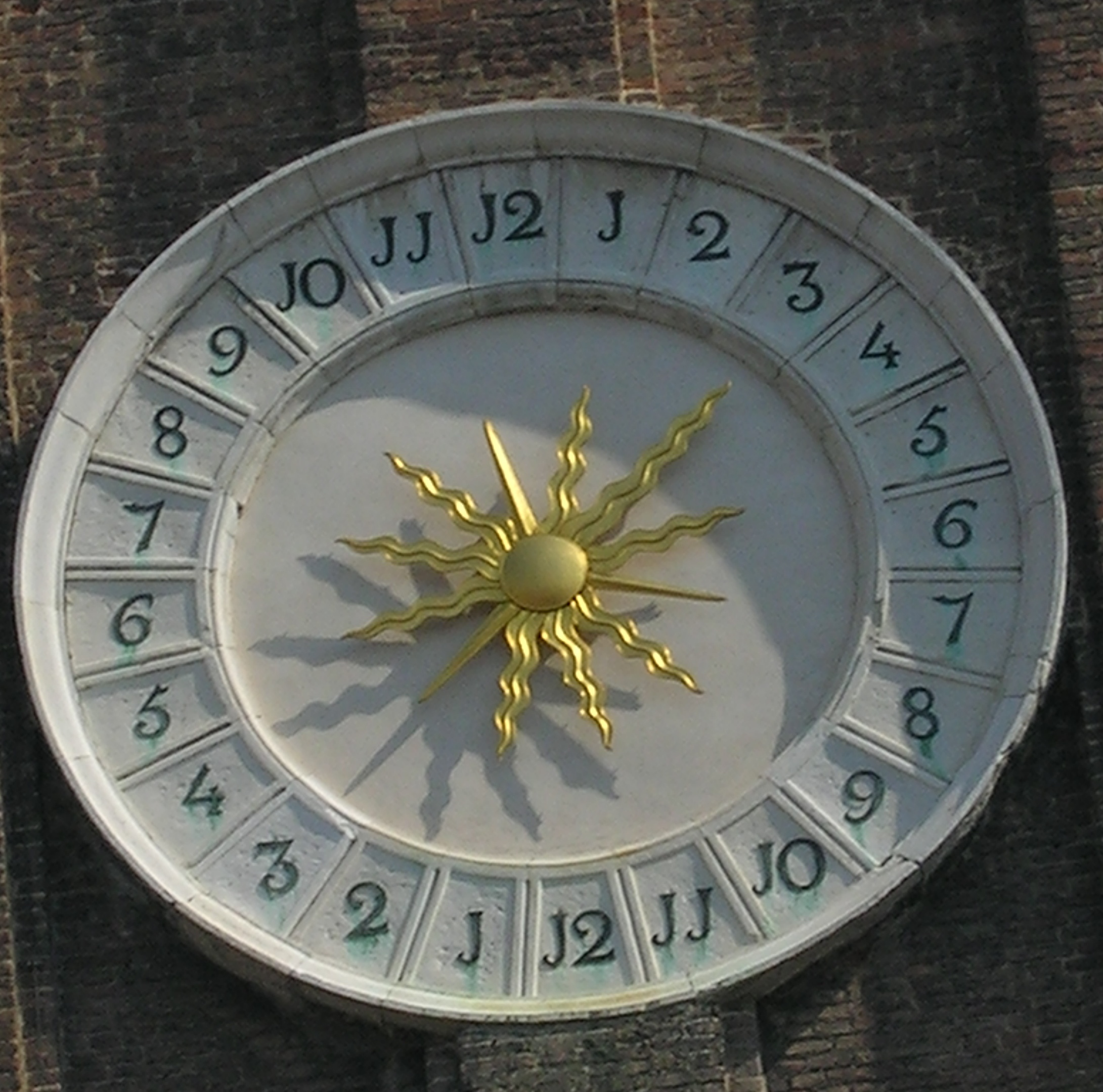
ヴェネツィアの時計台の24時間計。1の代わりに大文字の J を用いている。

西洋で今日 1 を表す数字の字形は垂直に立った棒であるが、単なる線と区別するために、しばしば上部にひげ飾りが付けられたり、下部に水平の短い線が付けられたりする。アラビア数字はインドに起源を持ち、古くは漢字の「一」のように水平の線で 1 を表していた。グプタ文字ではやや丸まった線になり、デーヴァナーガリーではときに左端に小さな黒丸が付された。これが90度回転して 9 に似た字形になり、グジャラート語やパンジャーブ語の文字で現在用いられる字形になった。ネパール語でも回転した字形を用いるが、黒丸が残っている。この黒丸が上部のひげ飾りになった一方、下部の短い水平の線はローマ数字の I からきたものと考えられる。ドイツなどのいくつかのヨーロッパの国では、1 のひげ飾りを比較的長く書くため、他国での 7 の字形に近くなって誤解を生じやすい。そのような国では、7 を書くときに垂直の線に水平の線を入れて区別する。
現代のほとんどの欧文の書体において、1 は h と同じ高さであるが、古典的な書体の中には  のように x と同じ高さであるものもある。古いタイプライタには 1 のキーが無いものがあり、代わりに似た字体である小文字の l （エル）を用いた。また、体積の単位のリットルの記号は、単位名称が人名由来ではないため本来は小文字の l となるが、数字の 1 と似ていて紛らわしいことから大文字の L とすることが推奨されている。
装飾の目的のため、1 の代わりに大文字の J を用いる例も見られる。

## 性質
- 1 はちょうど1個の正の整数で割り切れる唯一の正整数である（素数はちょうど2つの正の整数で割り切れ、合成数は3個以上の整数で割り切れ、0 はすべての整数で割り切れる。）
  - 約数の和は1。
    - 最小の不足数である。次は2。
    - 約数の和が奇数になる最小の数である。次は2。
    - 最小の倍積完全数である。次は6。また約数の和が自分自身になる唯一の数である（1倍完全数）。
    - 最小の高度合成数である。奇数で唯一の高度合成数である。次は2。
    - 1 = 20 × (21 − 1)
      - 2n−1 × (2n − 1) で完全数（2倍完全数）にならない最小の数である。次は120。(オンライン整数列大辞典の数列 A144858)

    - 1 = σ(1) (ただし σ は約数関数)
      - N = σ(N) を満たす唯一の整数である。

  - 約数の和の平均が整数になる最小の数である。次は56。(オンライン整数列大辞典の数列 A047727)
- 実数、複素数における乗算の単位元である。
- 乗算と除算においては、1 を乗数や除数とする演算の積や商は、被乗数や被除数と同じ数になる。
- 累乗では、指数が 0 の場合、値は必ず 1 となる。
- 過去には、素数の定義として「1 と自分自身でのみ割り切れる整数」を採用することにより、1 を素数と見なす数学者もいた。1 を素数と公言した最後の数学の専門家は、1899年のアンリ・ルベーグである。現代では、1 は素数でも合成数でもなく、−1 やガウス整数における i および −i などと同じく単数であるとされる。算術の基本定理によれば、単数の違いを違いと見なさなければ、素因数分解は一意である（例えば 2 = 21 = 13 × (−1)2 × 21 だが、この2つの分解は同じと見なす）。
- 位取り記数法の底に用いることができない。画線法は底 1 の記数法（一進法）と言われることがあるが、これは位取り記数法ではない。
- 関数 1x は常に 1 に等しく逆関数を持たないため、底 1 の対数は定義しない。
  - 最小の自己同形数である。次は5。
- あらゆる種類の図形数、例えば三角数、三角錐数、五角数、六角数、中心つき六角数の最初の数である。
  - 次のn角数は n 、中心つきn角数、n角錐数は n + 1 、八面体数は6 、平方三角数は 36 である。詳しくは下記の2桁までの自然数を参照。
  - 三角数が三角数になる約数の個数をもつ最小の数である。次は28。(オンライン整数列大辞典の数列 A116541)
  - 三角数が三角数になる約数の個数をもつ数の中で前の数を上回る個数をもつ最小の数である。次は28。(オンライン整数列大辞典の数列 A076172)
  - 三角数の数列において、1 から a までの和の初めて n 桁となる a の値とみたとき、次は4。(オンライン整数列大辞典の数列 A068092)
- 1 = 11 = 12 = 13 = 14 … 
  - なんらかの累乗数の最初の数である。
    - 次の数については後術を参照。
    - nn で表される最小の数である。次は4。
    - nnn で表される最小の数である。次は16。
- 最小のカタラン数である。次は2。
- 最小の高度トーティエント数である。次は2。また、奇数の中では唯一ノントーティエントではない。
- 1 = 21 − 1
  - 最小のメルセンヌ数である。次は3。
- 12 + 1 = 2 であり、n2 + 1 の形で素数を生む最小の数である。次は2。
- 1! + 1 = 2 であり、n! + 1 の形で素数を生む最小の数である(0! の時も実際の値は同じである)。次は2。
- フィボナッチ数列の最初の数かつ2番目の数でもあり、その他の多くの整数列の最初の数である。フィボナッチ数列の次の数は 2 。整数列を集めたニール・スローンの最初の本 Handbook of Integer Sequences では、1 で始まらない数列にも慣習として最初に 1 を加え、その 1 は数列を順序付ける辞書式順序の考慮外とした。改訂版の Encyclopedia of Integer Sequences およびウェブ上の後継であるオンライン整数列大辞典では、数列の最初に並んだ 0 や 1 は辞書式順序の考慮外となっている。
- 最小のベル数である。次は2。
- 交互階乗の最小の数かつ2番目の数でもあり、2番目の場合、2! − 1! = 2 − 1 である。次は5。
- 単位ベクトルの長さであり、単位行列の行列式である。
- 確率論において、確率の最大値であり、必ず起こる事象の確率である。
- 統計学において、相関係数は −1 から 1 の間の値を取り、1 に近いほど正の相関が強い。
- 自然数を定式化する方法によって、1 は異なる表現を持つ。
- ペアノの公理では、1 は 0 の後者である。すなわち、1 = {0} = {Ø} である（Ø は空集合）。
- プリンキピア・マテマティカでは、1 は単集合（1つの元のみを持つ集合）全ての集合と定義される。
- 古代エジプトでは、2/3 と 3/4 は別格として、一般の分数を、分子が 1 で分母が異なるいくつかの分数の和として表した。例えば、2/5 = 1/3 + 1/15 などである。分子が 1 の分数、あるいはそれらの和で表す形式は、単位分数またはエジプト式分数と呼ばれる。
- 全ての項が 1 である数列の母関数は次で与えられる。
{\displaystyle {\frac {1}{1-x}}=1+x+x^{2}+x^{3}+\cdots }

この級数は、|x| < 1 のときに限り収束する。
- 自然界に出現する数値や2の冪などの数学的対象の多くはベンフォードの法則に従い、1 で始まるものが最多で全体の約30 %を占める。
- 最小のリュカ数である。次は3。また、初項2の後者である。
- 1 = 1!
  - 最小の階乗数である。次は2。
  - n! が n 桁となる数である。他には 22 と 23 と 24 しかない。
- 級数 1/2 + 1/4 + 1/8 + 1/16 + ⋯ は 1 に収束する。
- 約数の和が 1 になる数は1個ある (1) 。約数の和1個で表せる最小の数である。次は3。
  - 約数の和が奇数になる最小の奇数である。次は3。
  - 倍積完全数の約数の和としては最小の数である。次は12。
  - 約数の和 n 個で表せる n 番目の数である。次は18。
  - 約数の和の個数別の最小でいうと、これも最小にあたる(1個)。次は12(2個)。
- 連続してある数に対して約数の和を求めていった場合1個の数が 1 になる。その最小の数。次は4(2個)。いいかえると {\displaystyle \sigma ^{m}(n)=1~(m\geqq 1)} を満たす n が1個あるということである。(ただし σ は約数関数)(オンライン整数列大辞典の数列 A241954)
- 九九においては、1 の段で 1 × 1 = 1（いんいちがいち）と表し方が 1 通りしかない。九九で表し方が 1 通りのしかない数は他に 25, 49, 64, 81 があり、計5つである。
- 各位の和が 1 となるハーシャッド数は 100 までに3個、1000 までに4個、10000 までに5個ある。
  - 各位の和が 1 となる数は、全てハーシャッド数。そのような数は、十進法では他に 3 と 9 しかない。
- 最小のハーシャッド数である。次は2。
  - 1 を基とする最小のハーシャッド数である。次は10。
  - n を基とする n 番目のハーシャッド数である。次は20。
  - 各位の和（数字和）が n となる n 番目の数。次は11。
  - 平方数がハーシャッド数になる最小の数である。次は4。
  - 立方数がハーシャッド数になる最小の数である。次は 8。
  - 三角数がハーシャッド数になる最小の数である。次は 3。
  - フィボナッチ数がハーシャッド数になる最小の数である。次は2。
- 各位の積が 1 になる最小の数である。次は11。(オンライン整数列大辞典の数列 A000042)
- 最小のカプレカ数(第1定義)。次は9。
- 1 の約数の個数は1個になり 1 の1倍になる。1～n までの約数の個数が n の整数倍になる最小の数である。次は4(2倍)。(オンライン整数列大辞典の数列 A050226)

## 抽象代数
抽象代数学では、乗法群やモノイドの単位元を 1 で表すことがあるが、e（ドイツ語の Einheit に由来する）で表す方がより伝統的である。整数に限らない一般の環において、乗法における単位元を 1 で表し、加法における単位元を 0 で表すことは一般的である。1 を n 回足して 0 になるとき、その環の標数は n であるという。通常の整数では 1 を何度繰り返し足しても 0 にはならないため、そのような環の標数は 0 と定める。例えば標数 2 の体は、符号理論などに応用を持つ。通常の体の定義は、1 と 0 が等しくないことを要求するので、標数 1 の体は存在しないが、一元体という概念はある。ただし、それは単集合ではない。

## その他 1 に関すること
- 西洋の数秘術では、1 は万物の始まり、唯一絶対であること、神などを象徴する。
- デジタルで状態を表すときの、2個の要素の内の一つであり、デジタル信号で、信号がアクティブである場合を表す。

### 言語・表記
- 和語系数詞の「ひと」は単独で用いることはできず、「ひと - つ（一つ）」「ひと - よ（一夜）」など接尾辞（助数詞）を伴って用いられる。
  - ただし、通話表で 1 を送る場合「数字のひと」と送られる。
- 暦で月の第1日を意味する「ついたち」は「月立ち」が転訛したものである。時間としての1日（24時間）を和語系数詞では「ひとひ」と呼ぶが、現代日本語ではほとんど用いられず、専ら漢語系数詞による「いちにち」が用いられる。
- 非常に多くの数字体系で、1 は1本の棒や1つの点などで表される。
- 書道では、漢字の一は基本の練習文字として多用される。
- 「ピンからキリまで」といった慣用句や、おいちょかぶというゲームなど、限定された文脈においては、1 を「ピン」と呼ぶ。
- 日本語圏のスレッドフロート型掲示板において、コメント番号が 1 になることから、1 はそのスレッドを立てた人（スレ主）のこと。
- 1 を乗数・除数とする演算の値が元の数と同じになる性質から、1 は、数量の概念としての複数に対する単数、言語としての複数形に対する単数形のように、特殊な取り扱いを受けることが多い。
- 1 の接頭辞：［拉］uni-、［希］mono-。
  - ユニフォーム (uniform)、モノラル (monoral) など。
- 単一であること、単独であること、1倍、1重をシングル (single) という。「ダブル」に対して使われることも多い。

### 1 の付く言葉
- 「1 のつく日」に開かれた定期市に由来する地名である「一日市」「一日市場」は多くの場合「ひといち」「ひといちば」と読まれる。恐らくは「ひとひ・いち（ば）」からの転訛であると思われる。
- 当選に必要な得票数が選挙区によって異なることを「一票の格差」という[2]。

### 第1のもの
- 原子番号 1 の元素は水素 (H) である。
- 太陽系第1惑星は水星であり、太陽に近い順に数えて1番目の惑星である。
- タロットの大アルカナでIは魔術師。
- 易占の六十四卦で第1番目の卦は、乾為天。
- 1909年に制定された形式番号体系による1号機関車（当時の日本の官設鉄道最小の機関車） - 国鉄1形蒸気機関車
- クルアーンにおける第1番目のスーラは開端である。
- 年始から1日目は1月1日。
- JIS X 0401、ISO 3166-2:JPの都道府県コードの 01 は北海道。すなわち都道府県コードの若い番号順に都道府県を配列したとき、最初になるのは北海道。
- 1番目の元号は大化。

### 番号

SPIコードの1

- リサイクルで使用されるSPIコードで、1 はポリエチレンテレフタラートを指す。

#### スポーツ
- 野球
  - 守備番号 1番は投手。スコアブックに記載されるときなどに用いられる。
  - 高校野球では、主にエースが付ける背番号。
  - 日本プロ野球・読売ジャイアンツでは王貞治内野手が付けていた背番号 1 が永久欠番となっている。

かつては大阪近鉄バファローズでも鈴木啓示投手の永久欠番となっていたが、2005年にオリックス・ブルーウェーブと合併、「オリックス・バファローズ」が発足したのを機に失効となった。
- サッカーにおいて背番号 1 はゴールキーパーが着用する。使用出来るポジションが固定されている唯一の背番号である。
- ラグビーユニオンにおいて背番号 1 は左プロップ，ラグビーリーグにおいて背番号１はフルバックが着用する（ただしラグビーリーグはこの限りでない）。
- モータースポーツにおいて、カーナンバー 1 は前年のチャンピオンドライバーが付ける番号である。ただしカテゴリーによっては使用は任意となっていることもある（例：F1チャンピオンルイス・ハミルトンは2015年以降チャンピオンを獲得した翌年も自身の固定ナンバー「44」を使用しており、「1」は使用していない）。
- バスケットボールにおいて、1 は PG（ポイントガード）を示す番号である。

#### ナンバープレート
- 自動車で、普通自動車のうち貨物用途の車のナンバープレートの分類番号の上1桁には 1 が付けられる（1ナンバーともいう）。
- 自動車のナンバープレートの希望番号制で、「・・・1」は抽選対象番号である。

#### テレビのチャンネル
- 日本の大半の地域はNHK総合テレビの地上デジタルテレビ放送のリモコンキーIDだが、以下の地域に限りアナログ親局 1ch の民放に充てている。
  - 北海道 - 北海道放送 (HBC)（JNN系列）(JOHR-DTV)
  - 青森県 - 青森放送 (RAB)（NNN・NNS系列）(JOGR-DTV)
  - 宮城県 - 東北放送 (TBC)（JNN系列）(JOIR-DTV)
  - 富山県 - 北日本放送 (KNB) （NNN・NNS系列）(JOLR-DTV)
  - 中京広域圏 - 東海テレビ (THK)（FNN・FNS系列）(JOFX-DTV)
  - 山陰地方 - 日本海テレビ (NKT)（NNN・NNS系列）(JOJX-DTV)
  - 徳島県 - 四国放送 (JRT)（NNN・NNS系列）(JOJR-DTV)
  - 福岡県 - 九州朝日放送 (KBC)（ANN系列）(JOIF-DTV)
  - 鹿児島県 - 南日本放送 (MBC)（JNN系列）(JOCF-DTV)
- アナログVHFテレビでは関東地方の他に福島県会津盆地、山梨県甲府盆地、岡山県新見市、広島県福山・尾道地域圏、高知県安芸市及び四万十市等でNHK総合テレビに 1ch が割り当てられている。静岡県伊豆半島東部でも NHK総合テレビのことをアナログ時代から「1チャン」で通じることが多い。
- NHK BSのBS2KとNHK BSプレミアム4KのBS4KのリモコンキーIDも 1 。

### 音楽
- ビートルズが各国の音楽チャートで1位になった曲を集めたベストアルバム。邦題は『ザ・ビートルズ1』。
- 1 〜ONE〜はゆずの曲の一つであり、アルバム名。
- Ⅰ (林部智史のアルバム)は林部智史のアルバム。読みはファースト。
- 「1」はゲーム『プロジェクトセカイ カラフルステージ! feat. 初音ミク』収録曲であり、ボカロP164によって書き下ろされた曲。
- 壱 (アルバム)

### 兵器
大日本帝国の陸軍および海軍で、兵器名称における「一式」は皇紀2601年 (1941年、昭和16年) に制定されたことを示す。
陸軍
- 一式戦闘機
- 一式中戦車
- 一式砲戦車

海軍
- 一式陸上攻撃機

番号付けとして1番を与えられた兵器 (国名はISO 3166-1の2文字コード順)
 ドイツ帝国／ ドイツ国／ ドイツ
- レオパルト1 - 戦車
- V1飛行爆弾 - ミサイル兵器
- I号戦車 - 軽戦車
- ティーガーI - 重戦車
- マルダーI - 対戦車自走砲

 フランス
- ミラージュF1 - 戦闘機

 イギリス
- チャレンジャー1 - 戦車
- マチルダI歩兵戦車 - 歩兵戦車
- マーク I 戦車 - 戦車
- TOG 1重戦車 - 重戦車

 日本／ 大日本帝国
- F-1 - 航空自衛隊の支援戦闘機
- P-1 - 航空自衛隊の哨戒機
- 試製1号戦車 - 大日本帝国陸軍の戦車
- 第1戦車大隊
- 第1戦車群
- 第1戦車団
- 戦車第1連隊

 ソビエト連邦
- Yak-1 - 戦闘機
- MiG-1 - 戦闘機
- IT-1 - 駆逐戦車
- BMP-1 - 歩兵戦闘車
- IS-1 - 重戦車
- KV-1 - 重戦車

 アメリカ合衆国
- B-1 - 爆撃機
- M1エイブラムス - 戦車
- A-1 - 攻撃機
- P-1 - 戦闘機
- AH-1 - 攻撃ヘリコプター
- TV-1 - 原子力推進戦車

### 固有名詞
- 日本の銀行では、かつて第一銀行、その後身の第一勧業銀行（現みずほ銀行）が存在した。なお、みずほ銀行の銀行コード0001は、それを受け継いだもの。
- 日本の生命保険会社では、第一生命がある。また損害保険では第一火災や第一ライフ損害保険（現損害保険ジャパン日本興亜）が存在した。
- 日本のホテルチェーンでは、第一ホテルが存在する（会社としての第一ホテルは事実上消滅、現在は阪急阪神ホテルズ（グループ名は阪急阪神第一ホテルグループ）となっている）。なお、徳島には独立系の徳島第一ホテルが存在する。
- 九州地方には第一工業大学という工業系の専門大学が存在。
- 第一中央汽船 - 商船三井・住友金属系の準大手海運会社。
- 静岡第一テレビ - 静岡県の県域テレビ局。資本・ネット系列ともに日本テレビ系列。
- 第一三共／第一三共ヘルスケア - 日本の医薬大手。前者は医療用医薬大手、後者は市販用医薬（大衆薬）大手で、ともに第一三共グループの一角である。
- 第一家庭電器 - かつて存在した日本の家電量販店チェーンである。
- 第一交通産業 - 日本の大手タクシー会社グループ。
- 小説家・福永信による短編集に、 「一」を５つ並べた 『一一一一一』がある。

### 1の付く地名
- 岩手県一戸町
- 岩手県一関市
- 千葉県一宮町
- 愛知県一宮市
- 高知市一宮

## 1を始点とする概念
1 を始点とする概念や体系には、以下のものがある。
- 順序数（序数詞）
- 紀年法
- 日付・世紀
- 数え年

## 符号位置
| 記号 | Unicode | JIS X 0213 | 文字参照            | 名称                                          |
| ---- | ------- | ---------- | ------------------- | --------------------------------------------- |
| 1    | U+0031  | 1-3-17     | &#x31; &#49;        | DIGIT ONE                                     |
| １   | U+FF11  | 1-3-17     | &#xFF11; &#65297;   | FULLWIDTH DIGIT ONE                           |
| ¹    | U+00B9  | 1-9-16     | &#xB9; &#185;       | SUPERSCRIPT ONE                               |
| ₁    | U+2081  | -          | &#x2081; &#8321;    | SUBSCRIPT ONE                                 |
| ৴    | U+09F4  | -          | &#x9F4; &#2548;     | BENGALI CURRENCY NUMERATOR ONE                |
| ༪    | U+0F2A  | -          | &#xF2A; &#3882;     | TIBETAN DIGIT HALF ONE                        |
| ፩    | U+1369  | -          | &#x1369; &#4969;    | ETHIOPIC DIGIT ONE                            |
| ᧚    | U+19DA  | -          | &#x19DA; &#6618;    | NEW TAI LUE THAM DIGIT ONE                    |
| ⅟    | U+215F  | -          | &#x215F; &#8543;    | FRACTION NUMERATOR ONE                        |
| Ⅰ    | U+2160  | 1-13-21    | &#x2160; &#8544;    | ROMAN NUMERAL ONE                             |
| ⅰ    | U+2170  | 1-12-21    | &#x2170; &#8560;    | SMALL ROMAN NUMERAL ONE                       |
| ①    | U+2460  | 1-13-1     | &#x2460; &#9312;    | CIRCLED DIGIT ONE                             |
| ⑴    | U+2474  | -          | &#x2474; &#9332;    | PARENTHESIZED DIGIT ONE                       |
| ⒈    | U+2488  | -          | &#x2488; &#9352;    | DIGIT ONE FULL STOP                           |
| ⓵    | U+24F5  | 1-6-58     | &#x24F5; &#9461;    | DOUBLE CIRCLED DIGIT ONE                      |
| ❶    | U+2776  | 1-12-1     | &#x2776; &#10102;   | DINGBAT NEGATIVE CIRCLED DIGIT ONE            |
| ➀    | U+2780  | -          | &#x2780; &#10112;   | DINGBAT CIRCLED SANS-SERIF DIGIT ONE          |
| ➊    | U+278A  | -          | &#x278A; &#10122;   | DINGBAT NEGATIVE CIRCLED SANS-SERIF DIGIT ONE |
| ㆒   | U+3192  | -          | &#x3192; &#12690;   | IDEOGRAPHIC ANNOTATION ONE MARK               |
| ㈠   | U+3220  | -          | &#x3220; &#12832;   | PARENTHESIZED IDEOGRAPH ONE                   |
| ㊀   | U+3280  | -          | &#x3280; &#12928;   | CIRCLED IDEOGRAPH ONE                         |
| 一   | U+4E00  | 1-16-76    | &#x4E00; &#19968;   | CJK Ideograph, First                          |
| 弌   | U+5F0C  | 1-48-01    | &#x5F0C; &#24332;   | CJK Ideograph, number one                     |
| 壱   | U+58F1  | 1-16-77    | &#x58F1; &#22769;   | CJK Ideograph, number one                     |
| 壹   | U+58F9  | 1-52-69    | &#x58F9; &#22777;   | CJK Ideograph, number one                     |
| 𐄇    | U+10107 | -          | &#x10107; &#65799;  | AEGEAN NUMBER ONE                             |
| 𐌠    | U+10320 | -          | &#x10320; &#66336;  | OLD ITALIC NUMERAL ONE                        |
| 𐡘    | U+10858 | -          | &#x10858; &#67672;  | IMPERIAL ARAMAIC NUMBER ONE                   |
| 𐤖    | U+10916 | -          | &#x10916; &#67862;  | PHOENICIAN NUMBER ONE                         |
| 𐩀    | U+10A40 | -          | &#x10A40; &#68160;  | KHAROSHTHI DIGIT ONE                          |
| 𐩽    | U+10A7D | -          | &#x10A7D; &#68221;  | OLD SOUTH ARABIAN NUMBER ONE                  |
| 𐭘    | U+10B58 | -          | &#x10B58; &#68440;  | INSCRIPTIONAL PARTHIAN NUMBER ONE             |
| 𐹠    | U+10E60 | -          | &#x10E60; &#69216;  | RUMI DIGIT ONE                                |
| 𝍠    | U+1D360 | -          | &#x1D360; &#119648; | COUNTING ROD UNIT DIGIT ONE                   |
| 🄂    | U+1F102 | -          | &#x1F102; &#127234; | DIGIT ONE COMMA                               |
| 𝟙    | U+1D7D9 | -          | &#x1D7D9; &#120793; | MATHEMATICAL DOUBLE-STRUCK DIGIT ONE          |
| 𝟷    | U+1D7F7 | -          | &#x1D7F7; &#120823; | MATHEMATICAL MONOSPACE DIGIT ONE              |
| 𝟏    | U+1D7CF | -          | &#x1D7CF; &#120783; | MATHEMATICAL BOLD DIGIT ONE                   |
| 𝟣    | U+1D7E3 | -          | &#x1D7E3; &#120803; | MATHEMATICAL SANS-SERIF DIGIT ONE             |
| 𝟭    | U+1D7ED | -          | &#x1D7ED; &#120813; | MATHEMATICAL SANS-SERIF BOLD DIGIT ONE        |

## 他の表現法
| モールス符号 |
| ・－－－－   |

|        |          | ⠁    |
| 信号旗 | 手旗信号 | 点字 |